# Chusquea galeottiana
Chusquea galeottiana là một loài thực vật có hoa trong họ Hòa thảo. Loài này được Rupr. ex Munro mô tả khoa học đầu tiên năm 1868.